# Plasmodium malariae
Il Plasmodium malariae è un plasmodium dell'ordine degli Haemosporida. Questi appartengono al regno dei Protista, subphylum sporozoa.

## Trasmissione e effetti
Il plasmodio si riproduce per spore, da queste crescono delle cellule flagellate chiamate gametospore che sono differenziate in gameti maschili e gameti femminili, questi a loro volta si uniranno per dare origine ad un nuovo sporozoo. Gli adulti vengono introdotti all'interno degli organismi, nei quali si riproducono, attraverso punture d'insetto.

## Correlazione con la malaria
Il Plasmodium malariae è responsabile di una forma di malaria caratterizzata dalla febbre quartana, per il fatto che gli accessi febbrili si ripetono ogni quattro giorni. Ciò avviene perché il ciclo eritrocitario del parassita dura 72 ore ed il quarto giorno avviene la lisi dei globuli rossi con attivazione del sistema immunitario. La percentuale di emazie attaccate è molto bassa. L'andamento è generalmente benigno, ma dopo il primo attacco sono molto frequenti ricadute, a volte con cadenza semestrale, nell'arco di 50 anni.